# Eriopeltastes lineatus
Eriopeltastes lineatus är en skalbaggsart som beskrevs av Ricchiardi 1997. Eriopeltastes lineatus ingår i släktet Eriopeltastes och familjen Cetoniidae. Inga underarter finns listade i Catalogue of Life.